# Операционная прибыль
Операционная прибыль — прибыль предприятия от основной (обычной) деятельности, равная разности между нетто-выручкой (выручкой за вычетом косвенных налогов) и расходами по обычной деятельности (в последние включаются прямые и операционные расходы) или, то же самое, что между валовой прибылью и операционными расходами. Операционная прибыль фактически эквивалентна прибыли от продаж, по терминологии, используемой в форме 2 отчёта о финансовых результатах по РСБУ.
Часто операционную прибыль отождествляют с аналогичным, но, вообще говоря, несколько иным показателем — прибылью до уплаты процентов и налогов (англ. EBIT, earnings before interest and taxes). Несмотря на одинаковую природу показателей (операционная прибыль также является прибылью до налогообложения и уплаты процентов) разница заключается в том, что в показателе прибыли до уплаты процентов и налогов фактически участвуют также доходы и расходы, не связанные с обычной (операционной) деятельностью — неоперационная прибыль. По отчётности РСБУ его можно рассчитать как «прибыль (убыток) до налогообложения» (код строки 2300) + проценты к уплате (код строки 2330). В случае, если прочих доходов и расходов у организации нет, то операционная прибыль эквивалентна этому показателю.

## Связанные понятия
Операционная рентабельность (продаж) — это отношение операционной прибыли (прибыли от продаж) к выручке от продаж.